# Павловка (Узункольский район)
Павловка (каз. Павлов) — село в Узункольском районе Костанайской области Казахстана. Входит в состав Узункольского сельского округа. Код КАТО — 396661300.
В 10 км к северо-востоку от села находится озеро Тран.

## История
В 2019 году в состав села было включено село Вершковое , расположенное в 4 км к северу от Павловки.

## Население
В 1999 году население села составляло 383 человека (189 мужчин и 194 женщины). По данным переписи 2009 года, в селе проживало 357 человек (182 мужчины и 175 женщин).